# Haux (Pyrénées-Atlantiques)
Haux település Franciaországban, Pyrénées-Atlantiques megyében. Lakosainak száma 85 fő (2022. január 1.). Haux Laguinge-Restoue, Lanne-en-Barétous, Licq-Athérey, Montory és Sainte-Engrâce községekkel határos.

## Népesség
A település népességének változása:
| Lakosok száma | 85   | 81   | 84   | 82   | 84   | 86   | 85   | 84   | 85   |
|               | 2013 | 2015 | 2016 | 2017 | 2018 | 2019 | 2020 | 2021 | 2022 |